# Schloss Bruckberg (Mittelfranken)
Das Schloss Bruckberg ist eine ehemalige Höhenburganlage am Nordrand von Bruckberg über dem Tal des Haselbachs  im mittelfränkischen Landkreis Ansbach in Bayern. Das Schloss ist unter dem Aktenzeichen D-5-71-122-8 als Baudenkmal und unter dem Aktenzeichen D-5-6630-0129 als Bodendenkmal in die Bayerische Denkmalliste eingetragen.

## Geschichte
Die Burg in Bruckberg war Sitz des 1253 erstmals erwähnten Reichsministerialengeschlechts von Bruckberg. Das Schloss und die dazugehörige Herrschaft waren im Gegensatz zu den übrigen Gütern der Bruckberger kein Lehen des Bistums Würzburg, sondern allodiales Eigentum, wie 1346 in einer Urkunde bezeugt wird. Vor 1401 sind die Herren von Seckendorff auf unbekanntem Weg in den Besitz der Herrschaft Bruckberg gelangt. 1417 veräußerten sie die Herrschaft an die Familien Rieter, Haller und Behaim in Nürnberg. Im ersten Markgrafenkrieg zwischen dem Markgrafen Albrecht Achilles und der Stadt Nürnberg sowie den Herren von Heideck wurde Bruckberg vorübergehend vom Markgrafen besetzt, 1453 aber wieder herausgegeben. 1470 hatten wieder die Haller die Herrschaft Bruckberg inne. 1504 verkauften sie diese dem Nürnberger Bürger Christoph Rothan, der sich dem Markgrafen von Ansbach unterwarf. Vor 1522 ist die Burg aufgegeben und ein erstes Schloss errichtet worden. 1550 ging Bruckberg durch Heirat an die Herren von Eyb. Diese veräußerten es 1687 an den brandenburgischen Rat Nikolaus von Löwen. 1715 erwarb es der Markgraf von Ansbach vom Freiherren Dietrich von Crailsheim, an den es drei Jahre zuvor durch eine Heirat gekommen war. In Bruckberg wurde daraufhin eine Wohnung für den fürstlichen Prinzen eingerichtet. Nach dem Tode der regierenden Markgräfin Christine Charlotte, die einen Neubau initiiert hatte, zeigte ihr Sohn Markgraf Karl Wilhelm Friedrich kein Interesse an dem unvollendeten Bau. Er stand deshalb weitgehend leer, bis er 1763 zur Porzellanmanufaktur umgebaut wurde. Der Abdankung des Markgrafen Christian Friedrich Karl Alexander 1791 folgte ein preußisches Zwischenspiel, bis Bruckberg 1806 an das Königreich Bayern kam. Dieses besaß bereits in Nymphenburg eine wesentlich größere Porzellanproduktionsstätte und verkaufte Schloss und Manufaktur deshalb 1808 an den Unternehmer Christian Friedrich Löw. Zwischen 1837 und 1861 wohnte der Philosoph Ludwig Feuerbach im Südflügel, der in die Familie Löw eingeheiratet hatte. Aufgrund deren wirtschaftlichen Niedergangs wurde das Schloss samt Fabrik 1860 versteigert. 1862 kaufte der bayerische Staat das Schloss zurück und richtete dort eine Erziehungsanstalt ein. 1875 erwarb Otto Eschborn aus Bonn den Komplex und veräußerte ihn 1881 an den Berliner Bankier Schönfeld weiter. Dessen Witwe verkaufte das Schloss 1891 an die Diakonissenanstalt Neuendettelsau, die dort ein Behindertenwohnheim einrichtete.

## Beschreibung
Die Gestalt der mittelalterlichen Burg und des Vorgängerschlosses sind jeweils unbekannt. Die Burg ist nicht exakt lokalisiert, sie muss aber im Bereich des Schlosses gelegen haben. Das bestehende Schloss von 1727/30 besteht aus einer zweigeschossigen Dreiflügelanlage auf hufeisenförmigem, nach Westen offenen Grundriss. Die Flügel sind mit zur Hofseite dreigeschossigen, übergiebelten Mittelrisaliten und Mansarddächern versehen. Die Stirnseiten weisen einen einachsigen Mittelrisalit auf, am Südflügel führt eine Freitreppe zu einem Rundbogenportal. Der Mitteltrakt zeigt zur Hofseite einen zweiachsigen Mittelrisalit, dessen oberer Abschluss ein Zwerchhaus mit Dreiecksgiebel bildet. Die Verzierungselemente bestehen aus Putzrustika im Erdgeschoss, profilierten Geschoss- und Traufgesimsen, gebänderten Ecklisenen und Dachreitern auf dem Nordflügel. Die Gartenseite ist als eingeschossiger Trakt mit Mezzaningeschoss ausgebildet. Im Süden schließen sich zwei lange Nebentrakte an. Aufgrund des Baustopps nach dem Tode der Markgräfin sind Fassaden und Innenausstattung nie vollendet worden. Bedingt durch die zahlreichen Umbauten sind im Inneren nur noch die Treppenhäuser und der Gartensaal im ursprünglichen Zustand erhalten.